# Aeroportul Internațional King Fahd
Aeroportul Internațional King Fahd (în arabă مطار الملك فهد الدولي) (IATA: DMM, ICAO: OEDF) este un aeroport din Ash Sharqiyah, Arabia Saudită ce deservește zona Dammam⁠(d). Aeroportul a fost tranzitat în 2021 de 5.971.668 de pasageri. A fost deschis în 1999 și numit după Fahd al Arabiei Saudite.
Situat la o altitudine de 22 m, aeroportul dispune de 2 piste. Este operat de General Authority of Civil Aviation⁠(d).

## Infrastructură

### Piste
Aeroportul dispune de 2 piste. Pista 16L/34R are suprafața de asfalt și dimensiunile 4.000 m × 60 m. Pista 16R/34L are suprafața de asfalt și dimensiunile 4.000 m × 60 m. 